# Copestylum mamorum
Copestylum mamorum är en tvåvingeart som beskrevs av Rotheray och Marcos-garcia 2007. Copestylum mamorum ingår i släktet Copestylum och familjen blomflugor. Inga underarter finns listade i Catalogue of Life.